# Michel Evéquoz
Michel Evéquoz (Sion, 8 novembre 1923 – 10 luglio 2015) è stato uno schermidore svizzero, vincitore di una medaglia di bronzo ai campionati mondiali di scherma.